# Knut Håkansson (Hand)
Knut Håkansson (Hand), död 1565, var en svensk militär.

## Biografi
Knut Håkansson var son till Håkan Pedersson och Christina Håkansdotter. Han blev 20 september 1555 knekthövitsman för 400 västgötaknektar. Knut Håkansson blev 15 september 1556 fogde över Sunnerbo härad och Västbo härad (kyrkolandborna). Han var från 5 mars 1558 till december 1558 befallningsman över Sunnerbo härad.
Knut Håkansson deltog i Nordiska sjuårskriget 1564-65 som fältöverste och ledde flera härjningståg in i Halland och Blekinge, varvid han i augusti 1565 brände Falkenberg. I slaget vid Axtorna förde han befälet av en avdelning fotfolk och stupade under reträtten.
Knut Håkansson ägde gårdarna Attorp i Södra Säms socken, Årem i Dalstorps socken, Måssaberg i Åsle socken, Hannarp i Örby socken, Mårhult och Flohult i Holtsljunga socken, Vret i Odensjö socken, Dörarp i Odensjö socken, Hagelsrum och Ekenäs i Målilla socken.

### Familj
Knut Håkansson gifte sig omkring 1550 med Märta Arvidsdotter. Hon var dotter till väpnaren Arvid Olofsson Drake och Brita Pedersdotter. De fick tillsammans barnen Carin Knutsdotter som var gift med ryttmästaren Peder Månsson Stierna, ståthållaren Håkan Hand (död 1633), landshövdingen Arvid Knutsson Drake, Brita Knutsdotter som var gift med riksrådet Nils Andersson Lilliehöök, ståthållaren Bengt Knutsson (Hand), Lars Knutsson, Beata Knutsdotter, Anna Knutsdotter, Christina Knutsdotter som var gift med slottsloven Erik Körning på Stockholms slott och ryttmästaren Knut Knutsson.